# Kazjaryna Belanowitsch
Kazjaryna Uladsimirauna Belanowitsch (belarussisch Кацярына Уладзіміраўна Белановіч, geborene Arzjuch [Арцюх], international nach englischer Transkription Katsiaryna Belanovich beziehungsweise Artsiukh; * 14. Januar 1991 in Baranawitschy, Weißrussische SSR) ist eine belarussische Leichtathletin, die sich auf den 400-Meter-Hürden- sowie den 4-mal-400-Meter-Staffellauf spezialisiert hat.

## Karriere
Kazjaryna Belanowitsch errang bisher fünf nationale Meistertitel, davon drei in der 4-mal-400-Meter-Staffel und zwei im 400-Meter-Hürdenlauf.
Dagegen konnte sich Belanowitsch international nur einmal auf das Siegertreppchen begeben, als sie 2009 bei den Junioreneuropameisterschaften im serbischen Novi Sad im 400-Meter-Hürdenlauf mit 58,09 s hinter der Serbin Mila Andrić (57,55 s) und der Deutschen Inga Müller (57,16 s) zu Bronze lief.
2010 folgte der Tiefpunkt Belanowitschs sportlicher Laufbahn: Im Finale des Wettbewerbs über die 400 Meter Hürden der Juniorenweltmeisterschaften in Moncton, Kanada, konnte sich die Belarussin in 56,16 s zunächst mit einer Sekunde Vorsprung auf die zweitplatzierte Wera Rudakowa aus Russland auf den Goldrang begeben, wurde jedoch schließlich wegen Dopings nachträglich vom Lauf disqualifiziert, wodurch der Weltmeistertitel an Rudakowa ging.